# Калманський район
Калма́нський район (рос. Калманский район) — район у складі Алтайського краю Російської Федерації.
Адміністративний центр — село Калманка.

## Населення
Населення — 12745 осіб (2019; 14331 в 2010, 14871 у 2002).

## Адміністративний поділ
Район адміністративно поділяється на 10 сільських поселень (сільрад):
| Поселення                       | Площа, км² | Населення, осіб (2002) | Населення, осіб (2010) | Населення, осіб (2019) | Центр        | Населені пункти |
| ------------------------------- | ---------- | ---------------------- | ---------------------- | ---------------------- | ------------ | --------------- |
| Бурановська сільська рада       | 156,07     | 1010                   | 1064                   | 1036                   | Бураново     | 1               |
| Зимарівська сільська рада       | 165,51     | 1143                   | 1164                   | 1104                   | Зимарі       | 5               |
| Калістратіхинська сільська рада | 203,33     | 812                    | 709                    | 576                    | Калістратіха | 1               |
| Калманська сільська рада        | 271,48     | 4306                   | 4078                   | 3534                   | Калманка     | 2               |
| Кубанська сільська рада         | 118,36     | 860                    | 694                    | 597                    | Кубанка      | 3               |
| Новоромановська сільська рада   | 287,93     | 3455                   | 3761                   | 3328                   | Новороманово | 3               |
| Обська сільська рада            | 150,80     | 1048                   | 861                    | 836                    | Алтай        | 1               |
| Усть-Алейська сільська рада     | 129,80     | 674                    | 537                    | 508                    | Усть-Алейка  | 1               |
| Шадрінська сільська рада        | 107,38     | 600                    | 690                    | 660                    | Шадріно      | 1               |
| Шиловська сільська рада         | 228,28     | 963                    | 773                    | 566                    | Шилово       | 6               |

## Найбільші населені пункти
Нижче подано список населених пунктів з чисельністю населенням понад 1000 осіб:
| № | Населений пункт | Населення, осіб (2002) | Населення, осіб (2010) |
| - | --------------- | ---------------------- | ---------------------- |
| 1 | Калманка        | 3657                   | 3440                   |
| 2 | Новороманово    | 2779                   | 3252                   |
| 3 | Бураново        | 1010                   | 1064                   |